# .308 Winchester

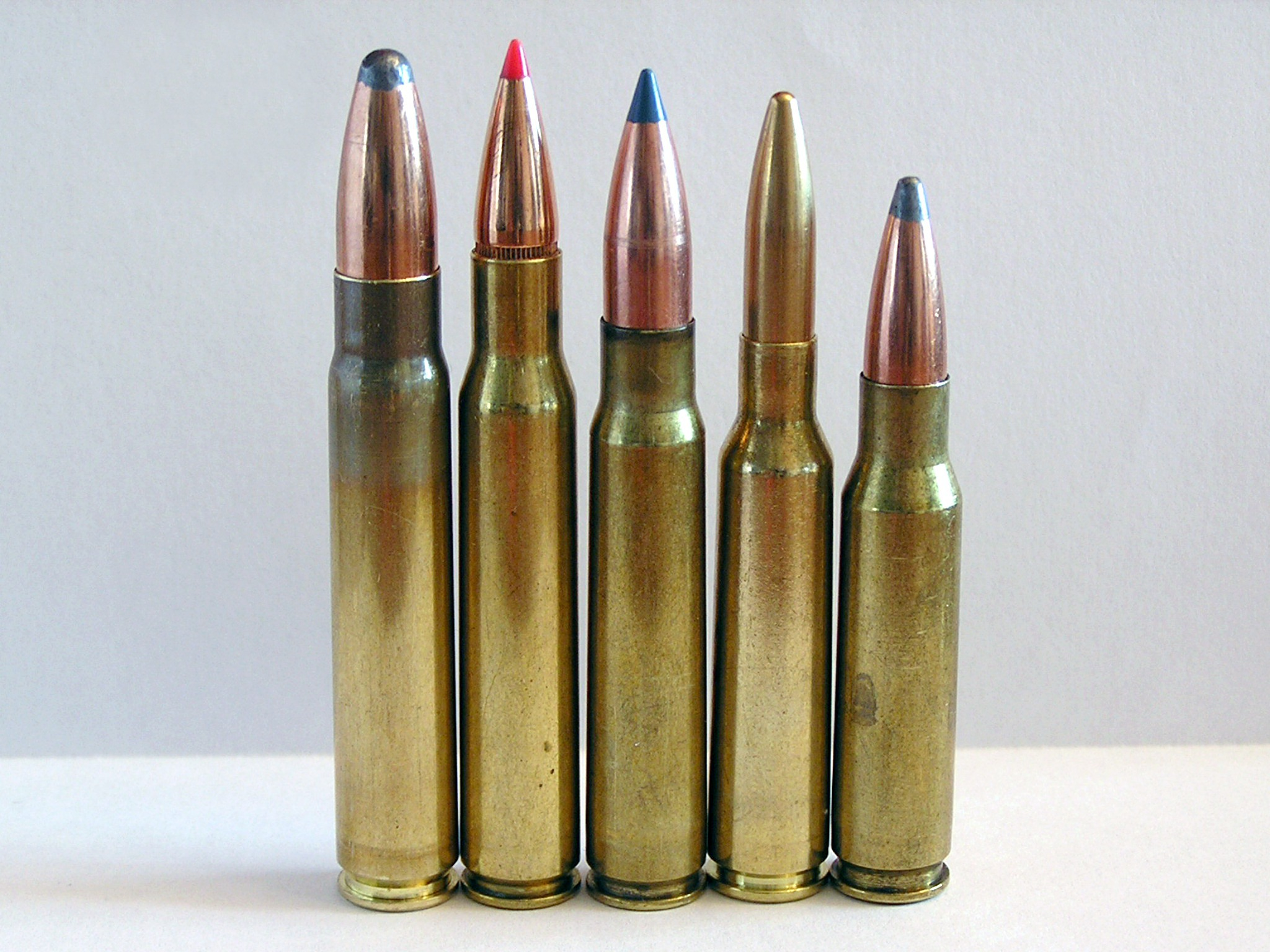
De izquierda a derecha 9,3 x 62 mm, .30-06 Springfield, 7,92 x 57 mm IS, 6,5 x 50 mm y .308 Winchester.
El 7,62 x 51 OTAN es similar al .308 Winchester.

El .308 Winchester o 7,62 x 51 es un cartucho de fusil y es la versión para uso civil del cartucho metálico de percusión central 7,62 x 51 OTAN. Fue introducido en 1952, dos años antes de la adopción del 7,62 x 51 OTAN T65, por Winchester, con la designación .308 Winchester, para las versiones de mecanismo de acción corta de sus fusiles Modelo 70 y Modelo 88. Desde entonces, el .308 Winchester se volvió el cartucho para caza mayor más popular del mundo en fusiles de acción corta hasta la aparición del 6,5 mm Creedmoor.
Si bien es principalmente un cartucho de caza, es también muy usado por civiles para la práctica del tiro deportivo, y por los francotiradores policiales y militares. El casquillo corto del .308 Winchester lo hace apto para ser usado en fusiles de acción corta.

## Dimensiones
El casquillo del .308 Winchester tiene una capacidad de 3,64 ml y deriva del .300 Savage, el primer cartucho metálico de longitud corta desarrollado para ser usado en el fusil de acción de palanca Savage modelo 99, que a su vez deriva del .30-06 Springfield.
La forma exterior fue diseñada para otorgar una alimentación y extracción confiable, tanto en fusiles de cerrojo como en ametralladoras, bajo condiciones extremas.
En Estados Unidos pueden definir el ángulo del hombro como alfa/2 = 20 grados. El paso de estrías estándar para este cartucho es de 305 mm (1 vuelta en 12"), 4 estrías, Ø entre campos = 7,62 mm, Ø entre fondos = 7,82 mm, ancho de los campos = 4,47 mm y el fulminante utilizado es el grande para fusil («large rifle»).
De acuerdo con las guías oficiales de la C.I.P. (Commission Internationale Permanente pour l'Epreuve des Armes à Feu Portatives), la vaina del .308 Winchester debe poder soportar presiones de hasta 415 MPa. En los países regulados por las normas de la C.I.P., cada conjunto arma-cartucho debe probarse al 125% de la presión máxima C.I.P. para obtener la certificación y poder venderse en forma comercial.
Los cartuchos .308 Winchester y 7,62 x 51 OTAN no son idénticos y hay tres diferencias menores en las dimensiones internas, aunque la SAAMI no lo tiene en la lista de combinaciones inseguras de armas y cartuchos.

## Prestaciones
El .308 Winchester otorga una balística casi similar al .30-06 Springfield, con la ventaja de ser recamarado en fusiles de cerrojo de mecanismo corto, lo que permite hacerlo más ligero y manipulable. Con una capacidad de carga de pólvora menor, que a su vez se traduce en un menor retroceso, el .308 Winchester es apenas 30 m/s más lento que el .30-06 disparando proyectiles de las mismas dimensiones, volviéndolo uno de los cartuchos de fusil más eficientes.  
Si bien no genera tanta energía ni tiene una trayectoria tan plana como otros cartuchos del mismo calibre, como el .30-06 Springfield o el .300 Winchester Magnum, es adecuado para abatir fauna de gran tamaño, como ciervos rojos y wapities. 
En los últimos años, las tendencias entre tiradores deportivos de buscar proyectiles con mayores coeficientes balísticos, que permitan a los proyectiles ser más eficientes para sortear el viento de manera más eficiente, han desplazado la popularidad del .308 Winchester. Cartuchos como el 6,5mm Creedmoor permiten el uso de proyectiles de mayor coeficiente balístico. Sin embargo; el menor calibre también resta versatilidad y área frontal, que se traduce en una menor transferencia de energía al momento del impacto, otorgando ventaja al .308 Winchester para fines cinegéticos. 

## Uso deportivo
Con balas de 9,7 gramos, el .308 resulta óptimo para la caza de presas de tamaño medio, como las diferentes subespecies de venado de cola blanca, corzos, rebecos, axis y diferentes especies de antílopes. Con proyectiles de construcción sólida, es adecuado para abatir presas de mayor tamaño. Es posible también cargarlo con proyectiles de 10,7, 10,9 y 11,7 gramos, que otorgan mayores coeficientes balísticos y una mayor densidad seccional, que se traduce en una mejor penetración. 
Pero la versatilidad del .308 Winchester, característica de todos los cartuchos calibre .30, es la de estabilizar también proyectiles más ligeros de 8,1 y 7,1 gramos, volviéndolo también una opción adecuada para la caza menor y de alimañas, y confiriéndole una trayectoria sumamente plana. 

## El .308 Winchester como fuente de vainas
Varios cartuchos se desarrollaron usando al .308 Winchester como base, algunos de los cuales se volvieron muy populares para cazar, particularmente en América del Norte. Estos son el .243 Winchester, el .260 Remington (llamado también 6,5-08 A-Square), el 7 mm-08 Remington, el .338 Federal y el .358 Winchester (llamado 8,8 x 51). En 1980, dos cartuchos con pestaña basados en el .308 Winchester fueron introducidos para usarse con el fusil Winchester Modelo 94 XTR Angle Eject: el .307 Winchester y el .356 Winchester.